# Carminibotys
Carminibotys is een geslacht van vlinders uit de familie van de grasmotten (Crambidae). De wetenschappelijke naam van dit geslacht is voor het eerst voorgesteld door Eugene Gordon Munroe en Akira Mutuura in een publicatie uit 1971.
Dit geslacht is monotypisch, dat wil zeggen dat het maar één soort heeft namelijk Carminibotys carminalis (Caradja, 1925)